# Saint-Vincent-Bragny
Saint-Vincent-Bragny é uma comuna francesa na região administrativa de Borgonha-Franco-Condado, no departamento Saône-et-Loire. Estende-se por uma área de 40,86 km². Em 2010 a comuna tinha 1 025 habitantes (densidade: 25,1 hab./km²).